# NGC 526B
NGC 526B ist eine linsenförmige Galaxie im Sternbild Bildhauer am Südsternhimmel, welche etwa 255 Millionen Lichtjahre von der Milchstraße entfernt ist. In der Nähe befindet sich eine weitere Galaxie, für welche die Nummer NGC 526A vergeben wurde.
Das Objekt wurde am 1. September 1834 von dem britischen Astronomen John Frederick William Herschel entdeckt.